# Pohřebiště československých legionářů ve Vladivostoku

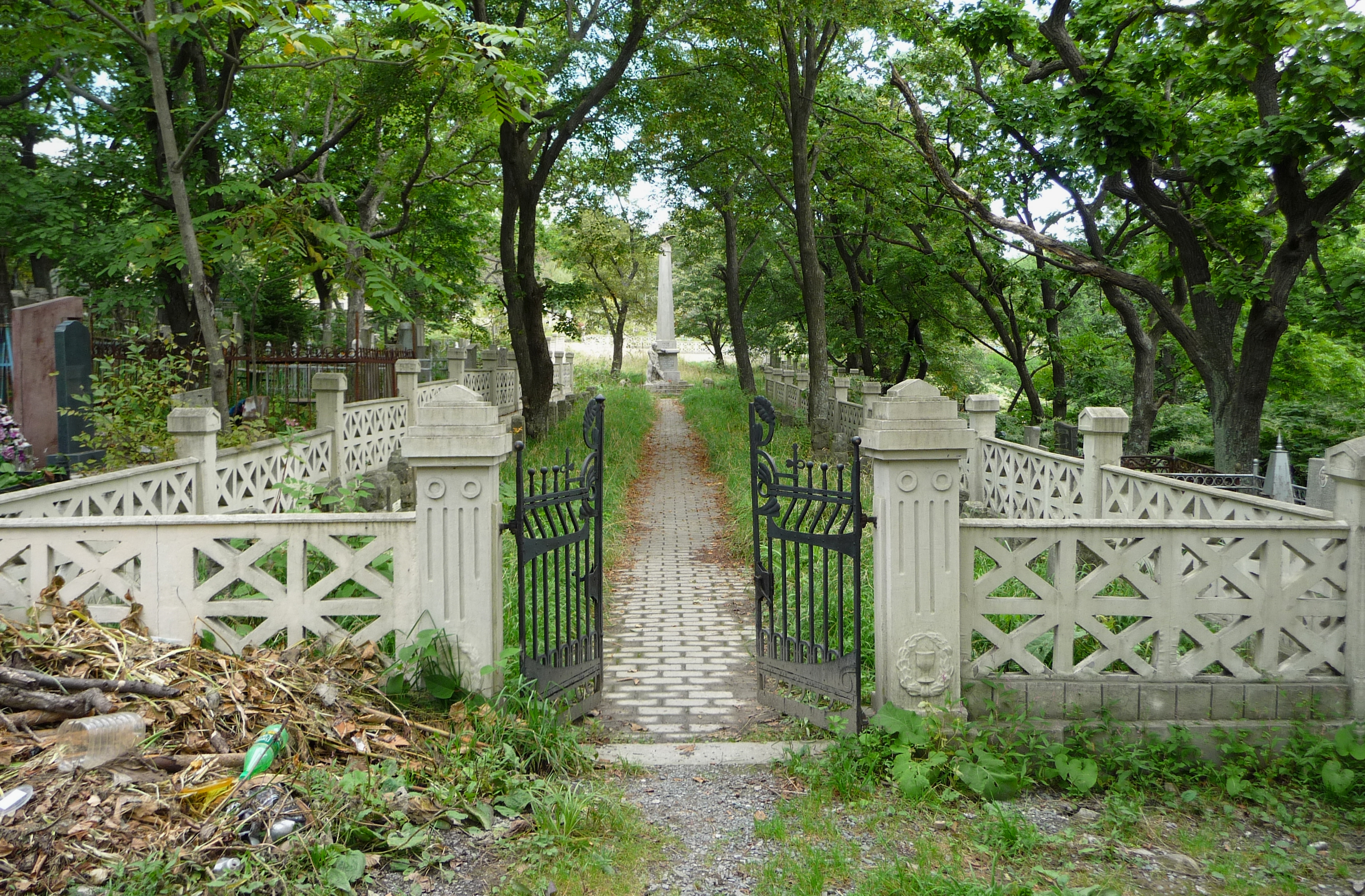
Vchod na pohřebiště

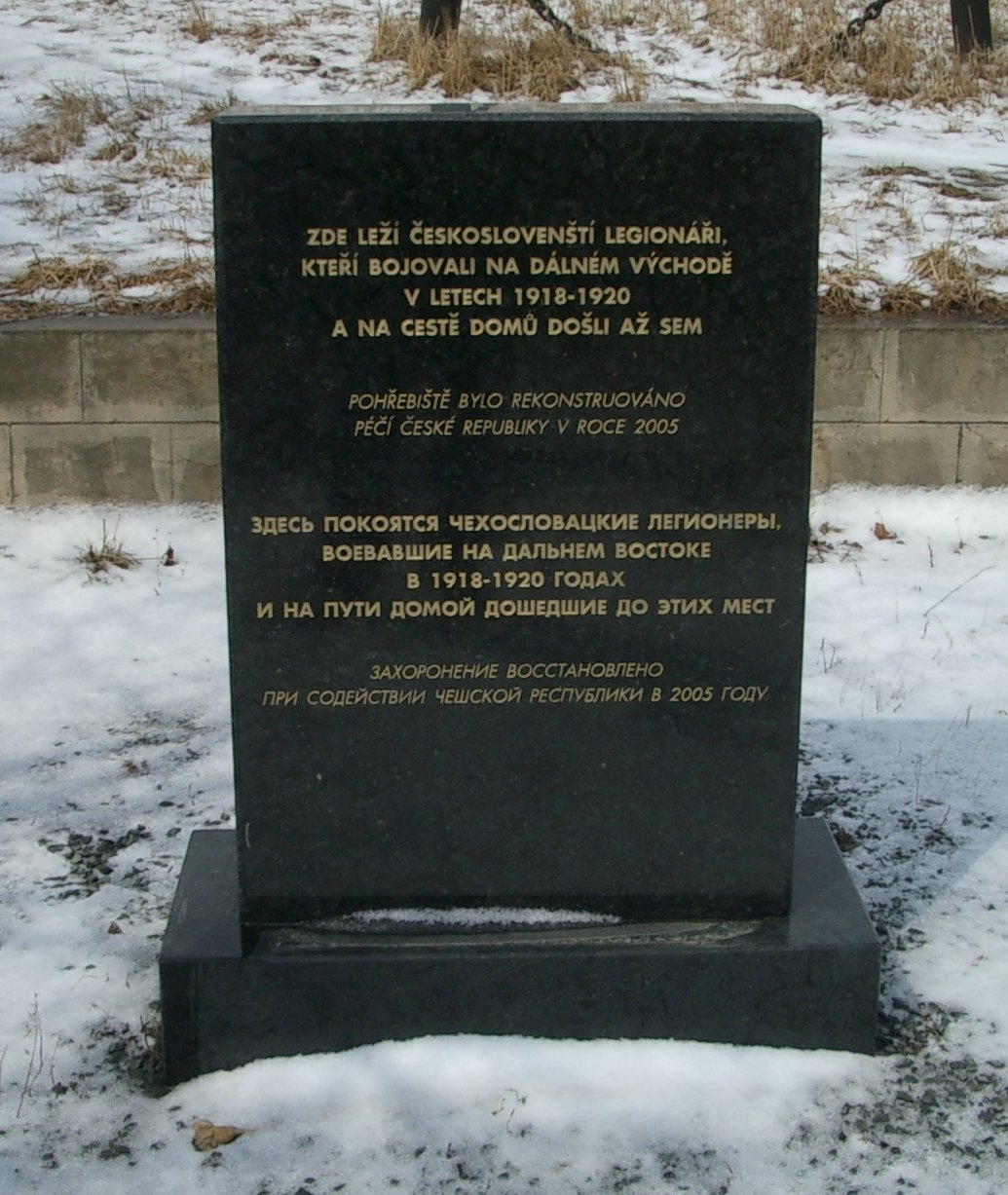
Hrob československých legionářů

Pohřebiště československých legionářů ve Vladivostoku je pohřebiště československých legionářů na Mořském hřbitově ve Vladivostoku. Je na něm pochováno celkem 163 legionářů, kteří v letech 1918 až 1920 bojovali na ruském Dálném východě. V roce 2005 bylo péčí českého státu rekonstruováno a v květnu 2006 znovuotevřeno.